# Ellery Clark
Ellery Harding Clark (West Roxbury, Estats Units 1874 - Hingham 1949) fou un atleta nord-americà, primer campió olímpic modern de salt de llargada i salt d'alçada.
Va participar, als 22 anys, en els Jocs Olímpics d'Estiu de 1896 realitzats a Atenes (Grècia), on va aconseguir guanyar la medalla d'or en les proves de salt de llargada i salt d'alçada, convertint-se en l'únic atleta a la història dels Jocs en aconseguir aquest fet. Així mateix participà en la prova de llançament de pes, on finalitzà en cinquena posició.
Absent dels Jocs Olímpics d'Estiu de 1900 realitzats a París (França), en els Jocs Olímpics d'Estiu de 1904 realitzats a Saint Louis (Estats Units) va participar en una prova atlètica similar al decatló, on finalitzà en cinquena posició. Entre 1893 i 1912 fou un dels millors especialistes de les proves de decatló.
El 1991 fou inclòs a l'USATF Hall of Fame.